# Johann Bernhard Mann
Johann Bernhard Mann (* 19. April 1880 in Rostock; † 19. Mai 1945 in Berlin-Spandau) war ein deutscher Manager und Marineoffizier.

## Leben

### Familie
Johann Bernhard Mann stammte aus dem Rostocker Zweig der Kaufmannsfamilie Mann. Er war der Sohn des Kaufmanns und späteren dänischen Konsuls Friedrich Johann Bernhard Mann (1853–1910) und dessen Ehefrau Mathilde Mann, geborene Scheven (1859–1925), Übersetzerin und Lektorin an der Universität Rostock. Die Ehe war am 26. April 1878 in Rostock geschlossen worden. Als die Firma des Vaters, die im Getreidehandel tätig war, 1885 in Konkurs ging, übersiedelte die Familie nach Kopenhagen. Hier musste hauptsächlich die Mutter für den Lebensunterhalt der Familie aufkommen. Die damit verbundenen Schwierigkeiten führten 1892 zur Trennung der Ehe.
Johann Bernhard Mann war seit 1913 verheiratet mit Elisabeth, geb. Hirschfeld (1892–1943), einer Tochter des Gutsbesitzers Richard Hirschfeld auf Gut Knoop. Aus ihrer Ehe ging ein Sohn, Johann Bernhard, hervor, er fiel 1940 bei Kämpfen an der Westfront.

### Karriere
Nach seiner Schulausbildung trat Johann Bernhard Mann im April 1897 als Kadett in die Kaiserliche Marine ein. Von 1898 bis 1899 befuhr er im Rahmen seiner Seeoffiziersausbildung die Gewässer um Westindien, Mittel- und Südamerika. Im Herbst 1900 wurde er zum Leutnant zur See befördert. Sein Einsatz erfolgte ab 1901 als Adjutant und Wachoffizier auf verschiedenen Schiffen des II. Geschwaders, so den Panzerschiffen Ägir und Hildebrand sowie dem Linienschiff Kaiser Barbarossa. Zum Oberleutnant zur See wurde er 1902 befördert, er wechselte im Frühjahr 1904 durch eine Kommandierung zu den Aufklärungskräften der Flotte. Ab April 1904 war er zum Befehlshaber der Aufklärungsschiffe als Flaggleutnant kommandiert. Dienst tat er hier vor allem auf dem Kreuzer Friedrich Carl und dem Schiff aus der Roon-Klasse der Yorck. Im Herbst 1906 wurde er selbst Kommandant des Torpedoboots S 99, im April 1907 wurde er zum Kapitänleutnant befördert. Im September des gleichen Jahres wechselte er als Kommandant auf das Torpedoboot G 133. Ab 1908 erfolgte sein Einsatz als Adjutant beim Inspekteur des Torpedowesens.
Im Herbst 1910 wurde er im Oktober 1910 Kommandant des Depeschenbootes Sleipner, dem ehemaligen Torpedoboot S 97, welches als Begleitschiff der kaiserlichen Staatsjacht Hohenzollern fungierte. Am 21. November 1910 fuhr Kaiser Wilhelm II. in Begleitung von Admiral Alfred von Tirpitz mit der Sleipner zur Einweihung der neu errichteten Marineschule nach Mürwik. Bis Februar 1912 hatte er das Kommando über die Sleipner inne. 1912 erfolgte die Versetzung Manns in die Zentralabteilung des Reichsmarineamtes. Hier wurde er 1914 zum Korvettenkapitän befördert. Mit der erneuten Indienststellung war er von Mai 1912 bis September 1912 kurz erneut Kommandant der Sleipner.
Mit Ausbruch des Ersten Weltkrieges wurde er im Großen Hauptquartier in Berlin als Vertreter des Marineamtes eingesetzt. 1916 wechselte er wieder zur fahrenden Truppe und wurde Geschwader-Navigations-Offizier auf der König Albert unter Kapitän zur See Karl Thorbecke. Ab 1. Dezember 1917 war er 1. Offizier auf dem Linienschiff Prinzregent Luitpold, die von Kapitän zur See Karl von Hornhardt geführt wurde. In den durch die Matrosenaufstände und der Überführung der Flotte nach Scapa Flow schwierigen Monaten November und Dezember 1918 war er Kommandant der Dresden. Mit dem Charakter eines Fregattenkapitäns wurde Mann im November 1919 aus der Marine entlassen.
Nach dem Krieg siedelte sich Johann Bernhard Mann in München an und wurde enger Vertrauter von Alfred Hugenberg. Dieser machte ihn zum Generalbevollmächtigten und Aufsichtsratsmitglied nahezu aller Teilfirmen des Hugenberg-Konzerns. So wurde er u. a. Direktor der Ostdeutschen Privatbank AG, welche 1922 von Hugenberg gegründet und im 1926 auf Mann überschrieben worden war. Die Bank kontrollierte mit den Stimmrechtsanteilen quasi als zentrale Holdinggesellschaft die anderen Firmen des Hugenberg-Konzerns, wie die August Scherl GmbH oder die Vera-Verlagsanstalt GmbH. Kontrolliert wurde die Ostdeutsche Privatbank AG wiederum von der Wirtschaftsvereinigung zur Förderung der geistigen Wiederaufbaukräfte. Diese war die Dachgesellschaft des Hugenberg-Konzerns.
Mit hoher Wahrscheinlichkeit war Mann auch Mitglied der von Hugenberg 1918 mitgegründeten Deutschnationalen Volkspartei (DNVP). Ab 1920 war Johann Bernhard Mann an der Vorbereitung und Abwicklung geheimer und durch den Versailler Vertrag von 1919 verbotener Rüstungsaufträge für die Marine der Weimarer Republik, zum Bau von U-Booten auf der japanischen Werft in Osaka, beteiligt.
Im Jahr 1945 meldete sich Mann, inzwischen in Berlin wohnend, freiwillig zum Volkssturm. Bei den Kämpfen um Berlin wurde er am 27. April 1945 verwundet. Im Lazarett in Berlin-Spandau erlag er am 19. Mai 1945 einem Schlaganfall.

## Nachlass
Ein Teilnachlass von Johann Bernhard Mann befindet sich im Bundesarchiv-Militärarchiv in Freiburg. Der digitalisierte Bestand umfasst Tagebuchaufzeichnungen über die Einsätze im Ersten Weltkrieg, dabei Auszüge aus dem Kriegstagebuch von U 20 sowie Korrespondenzen aus der militärischen Dienstzeit, u. a. mit Großadmiral Alfred von Tirpitz.
Stiftung
Vermutlich aufgrund seiner eigenen schwierigen Entwicklung als Jugendlicher, bedingt durch die finanzielle Situation im Haushalt der Mutter, errichtete Johann Mann am 28. April 1908 den Fregattenkapitän a. D. Johann Bernhard Mann-Fonds zur Unterstützung junger Menschen und deren politischer und christlicher Bildung, der sowohl Personen als auch Publikationen förderte. Nach dem Tod seiner Frau und seines Sohnes übergab er 1943 sein gesamtes Vermögen dem Fond.
Dieser Fonds ging 1975, 30 Jahre nach seinem Tod, in der Johann-Bernhard-Mann-Stiftung auf, welche (Stand 2019) immer noch aktiv ist und von Oskar Prinz von Preußen und Hans-Dieter von Meibom vertreten wird. Die Jugendbildungs- und Freizeitstätte „Johann-Bernhard-Mann-Haus“ in Reichshof-Odenspiel, die derzeit von der Diakonie betrieben wird, war vorher schon von den Johannitern dafür genutzt worden.